# Музей кино в Жироне
Музей кино (кат. Museu del Cinema) расположен в каталонской Жироне.
Открытие музея состоялось 8 апреля 1998 года. Это был первый в Испании музей такого рода. Основу музейной экспозиции составила частная коллекция кинообъектов Томаса Мальола (Tomàs Mallol).
Музей кино в Жироне не ограничивается только лишь экспозициями: кроме постоянной выставки в нём реализуется активная образовательная программа о кино, выполненная в движущихся картинках, проводятся временные экспозиции, открыт музейный магазин, создан Институт исследований (Instituto de Estudios) с библиотекой, видеотекой и архивом. На базе музея существует клуб актёров (Club de Actores), ставший частью Музея кино.

## Постоянная выставка
Постоянная выставка представлена коллекцией Томаса Мальола. В общей сложности коллекция Музея кино насчитывает приблизительно 20 тыс. экспонатов. Это не менее 8 тыс. кинематографических объектов, в том числе, киноаппаратов и аксессуаров к ним; около 10 тыс. документов с неподвижными изображениями (фотографии, плакаты, гравюры, рисунки и картины), порядка 800 фильмов разных жанров, и библиотека с коллекцией более 700 книг и журналов.
Томас коллекционировал всё это кинодостояние на протяжении 30 лет во время своих гастролей, которые проходили по большей части в Каталонии, Испании и Франции.
Основная идея коллекции — собрание объектов, связанных с предысторией кинематографа и ранними годами киноиндустрии.
В коллекции собраны элементы и объекты для проекции изображения, использовавшиеся до появления кино. В их числе 134 марионетки китайского театра теней и 2883 детали, которые имеют отношение к «волшебному фонарю». Большую часть собрания представляют устройства для демонстрации движущихся нарисованных картинок. В общей сложности это 516 деталей, которые позволяют привести изображение в действие.

## Лучшие экспонаты
Особенно ценится аппарат для съёмки, использовавшийся до и после изобретения фотографии. Не менее ценны приборы, созданные для молодой индустрии кино (приблизительно 98 камер, проекторов и аксессуаров к ним первых 25 лет существования кинематографа).
Кроме коллекции предыстории и ранних лет кино, в Музее кино в Жироне собраны и другие кинематографические экспонаты, которые свидетельствуют о популярности кино в обществе в XX веке. Это приборы любительского и детского кино. Причём, вторая категория содержит около 2500 экспонатов, в том числе прибор для проекции или отображения изображений, фильмов, визуальных эффектов, разработанных таким образом, чтобы ими могли пользоваться дети.